# گابریلا کوکالووا
گابریلا کوکالووا (چکی: Gabriela Koukalová؛ زادهٔ ۱ نوامبر ۱۹۸۹) ورزشکار دوگانه اهل جمهوری چک است.